# کازویا تاکاهاشی
کازویا تاکاهاشی (انگلیسی: Kazuya Takahashi؛ زادهٔ ۲۰ مهٔ ۱۹۶۹) یک هنرپیشه اهل ژاپن است.